# Joan Cusack
Joan Mary Cusack (New York, 11 ottobre 1962) è un'attrice, comica e sceneggiatrice statunitense, candidata due volte al premio Oscar come miglior attrice non protagonista per Una donna in carriera (1988) e In & Out (1997).

## Biografia
Cusack nasce a New York, ma cresce ad Evanston (sobborgo settentrionale di Chicago, nell'Illinois), nel 1962, secondogenita dei sei figli dell'attore e documentarista newyorchese Dick Cusack e della sua consorte Ann Paula "Nancy" Carolan, un'insegnante di matematica ed attivista politica nativa di Newton (nel Massachusetts), ambedue d'origini irlandesi e di religione cattolica. Anche sua sorella maggiore Ann e suo fratello minore John sono attori, e specie con quest'ultimo si è ritrovata alle volte a dividersi la scena sullo schermo.

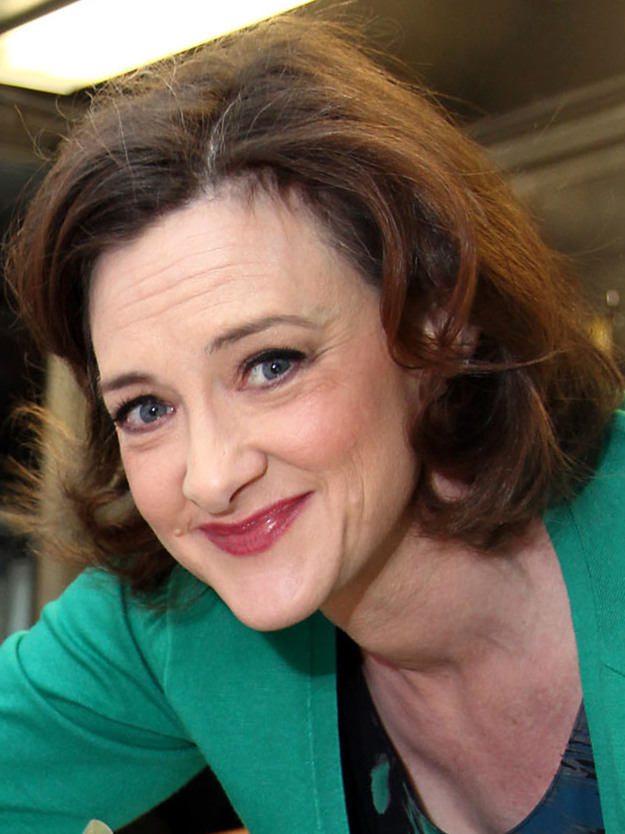
Joan Cusack nel 2009

Laureatasi presso l'Università del Wisconsin-Madison nel 1984, sin da ragazza s'appassiona alla recitazione tanto da fondare, assieme alle amiche e future colleghe Bonnie Hunt e Holly Wortell, il gruppo teatrale An Impulsive Thing verso la metà degli anni ottanta. Ha iniziato la sua carriera cinematografica nel 1980 recitando al fianco di Matt Dillon nel film La mia guardia del corpo ma diventa popolare grazie al Saturday Night Live dove partecipa alla stagione 1985/1986: efficaci le sue imitazioni di Brooke Shields, Jane Fonda ed Elisabetta II.
Prende parte a diversi film del decennio come Class, Sixteen Candles - Un compleanno da ricordare, Dentro la notizia - Broadcast News, nei quali recita accanto al fratello John (i due attori reciteranno insieme in dieci film). Nel 1988 prende parte a Una vedova allegra... ma non troppo di Jonathan Demme, dove recita al fianco di Michelle Pfeiffer e in Una donna in carriera di Mike Nichols, che le fa ottenere la sua prima candidatura al Premio Oscar come miglior attrice non protagonista nel 1989.
In seguito si specializza in ruoli sempre più stralunati ed anticonvenzionali come quelli di Alsazya in Toys - Giocattoli, Evelyn in Eroe per caso e di Debbie Jellinsky nel secondo capitolo de La famiglia Addams 2. Un'altra candidatura all'Oscar è arrivata nel 1998 per In & Out, sempre come miglior attrice non protagonista; per lo stesso film e nella stessa categoria è candidata ai Golden Globe. In seguito prende parte a film di grande successo come Arlington Road - L'inganno, Se scappi, ti sposo, School of Rock, I Love Shopping e Noi siamo infinito. È anche la voce di Jessie nella saga di Toy Story e ha interpretato la madre di Erin nell'ultima stagione di The Office.
Nel 2015 vince il Premio Emmy come miglior attrice guest star in una serie comedy per la sua partecipazione in Shameless. Nel 2017 appare nella serie Netflix Una serie di sfortunati eventi e nel 2019 nel film natalizio Let It Snow - Innamorarsi sotto la neve. Nel 2020 è tra le protagoniste della seconda stagione della serie originale Amazon Video Homecoming.

## Vita privata
È sposata dal 1993 con il procuratore Richard Burke, da cui ha avuto due figli: Dylan John (1997) e Miles (2000).

## Filmografia

### Attrice

#### Cinema
- La mia guardia del corpo (My Bodyguard), regia di Tony Bill (1980)
- Il ragazzo del college (Cutting Loose), regia di Dave Peltzer (1980)
- Class, regia di Lewis John Carlino (1983)
- Bulldozer (Grandview U.S.A.), regia di Randal Kleiser (1984)
- Sixteen Candles - Un compleanno da ricordare (Sixteen Candles), regia di John Hughes (1984)
- Dentro la notizia - Broadcast News (Broadcast News), regia di James L. Brooks (1987)
- Una notte da ricordare (The Allnighter), regia di Tamar Simon Hoffs (1987)
- Un gentleman a New York (Stars and Bars), regia di Pat O'Connor (1988)
- Una vedova allegra... ma non troppo (Married to the Mob), regia di Jonathan Demme (1988)
- Una donna in carriera (Working Girl), regia di Mike Nichols (1988)
- Non per soldi... ma per amore (Say Anything...), regia di Cameron Crowe (1989)
- Gli uomini della mia vita (Men Don't Leave), regia di Paul Brickman (1990)
- Il testimone più pazzo del mondo (My Blue Heaven), regia di Herbert Ross (1990)
- Arrive alive, regia di Jeremiah S. Chechik (1990)
- The Cabinet of Dr. Ramirez, regia di Peter Sellars (1991)
- Toys - Giocattoli (Toys), regia di Barry Levinson (1992)
- Eroe per caso (Hero), regia di Stephen Frears (1992)
- La famiglia Addams 2 (Addams Family Values), regia di Barry Sonnenfeld (1993)
- Una moglie per papà (Corrina, Corrina), regia di Jessie Nelson (1994)
- Nine Months - Imprevisti d'amore (Nine Months), regia di Chris Columbus (1995)
- Two Much - Uno di troppo (Two Much), regia di Fernando Trueba (1995)
- Un marito quasi perfetto (Mr. Wrong), regia di Nick Castle (1996)
- L'ultimo contratto (Grosse Pointe Blank), regia di George Armitage (1997)
- Un sorriso come il tuo (A Smile Like Yours), regia di Keith Samples (1997)
- In & Out, regia di Frank Oz (1997)
- Arlington Road - L'inganno (Arlington Road), regia di Mark Pellington (1999)
- Il prezzo della libertà (Cradle Will Rock), regia di Tim Robbins (1999)
- Se scappi, ti sposo (Runaway Bride), regia di Garry Marshall (1999)
- Alta fedeltà (High Fidelity), regia di Stephen Frears (2000)
- Qui dove batte il cuore (Where The Heart Is), regia di Matt Williams (2000)
- School of Rock, regia di Richard Linklater (2003)
- Looney Tunes: Back in Action, regia di Joe Dante (2003)
- Quando meno te lo aspetti (Rising Helen), regia di Garry Marshall (2004)
- Last Shot (The Last Shot), regia di Jeff Nathanson (2004)
- Ice Princess - Un sogno sul ghiaccio (Ice Princess), regia di Tim Fywell (2005)
- Friends with Money, regia di Nicole Holofcener (2006)
- Martian Child - Un bambino da amare (Martian Child), regia di Menno Meyjes (2007)
- War, Inc., regia di Joshua Seftel (2008)
- Kit Kittredge: An American Girl, regia di Patricia Rozema (2008)
- I Love Shopping, regia di P. J. Hogan (2009)
- La custode di mia sorella (My Sister's Keeper), regia di Nick Cassavetes (2009)
- Noi siamo infinito (The Perks of Being a Wallflower), regia di Stephen Chbosky (2012)
- Welcome to Me, regia di Shira Piven (2014)
- The End of the Tour - Un viaggio con David Foster Wallace (The End of the Tour), regia di James Ponsoldt (2015)
- Scherzi della natura (Freaks of Nature), regia di Robbie Pickering (2015)
- Vite da popstar (Popstar: Never Stop Never Stopping), regia di Akiva Schaffer e Jorma Taccone (2016)
- Fottute! (Snatched), regia di Jonathan Levine (2017)
- Unicorn Store, regia di Brie Larson (2017)
- Instant Family, regia di Sean Anders (2018)
- Let it snow: Innamorarsi sotto la neve (Let it Snow), regia di Luke Snellin (2019)

#### Televisione
- Mrs. Piggle-Wiggle – serie TV, 2 episodi (1994)
- Great Performances – serie TV, 1 episodio (1994)
- What About Joan – serie TV, 21 episodi (2000-2001)
- Natale con i Muppet (It's a Very Merry Muppet Christmas Movie), regia di Kirk R. Thatcher – film TV (2002)
- Acceptance, regia di Sanaa Hamri – film TV (2009)
- Law & Order - Unità vittime speciali (Law & Order: Special Victims Unit) – serie TV, episodio 12x01 (2010)
- Shameless – serie TV, 21 episodi (2011-2015)
- The Office – serie TV, episodio 9x25 (2013)
- Una serie di sfortunati eventi (A Series of Unfortunate Events) – serie TV (2017)
- Quel lungo viaggio di Natale, (The Christmas Train), regia di Ron Oliver – film TV (2017)
- Homecoming – serie TV, 3 episodi (2020)

### Doppiatrice
- Toy Story 2 - Woody e Buzz alla riscossa (1999)
- Chicken Little - Amici per le penne (2005)
- Toy Story 3 - La grande fuga (2010)
- Hoodwinked Too! Hood vs. Evil (2011)
- Milo su Marte (2011)
- Il figlio di Babbo Natale (Arthur Christmas), regia di Sarah Smith (2011)
- Toy Story of Terror!, regia di Angus MacLane (2013)
- Toy Story 4, regia di Josh Cooley (2019)
- Klaus - I segreti del Natale, regia di Sergio Pablos (2019)

## Riconoscimenti
- Boston Society of Film Critics Awards 1989: Miglior attrice non protagonista per Una vedova allegra... ma non troppo
- Candidatura agli American Comedy Awards 1996 come attrice non protagonista più divertente per Nine Months - Imprevisti d'amore

Premio Oscar
- 1989 Candidatura per l'Oscar alla miglior attrice non protagonista per Una donna in carriera
- 1998 Candidatura per l'Oscar alla miglior attrice non protagonista per In & Out

Premio Emmy
- 2014 Candidatura per la miglior guest star in una serie commedia per Shameless
- 2015 Miglior guest star in una serie commedia per Shameless

## Doppiatrici italiane
Nelle versioni in italiano delle opere in cui ha recitato, Joan Cusack è stata doppiata da: 
- Stefanella Marrama in Two Much - Uno di troppo, In & Out, Il prezzo della libertà, Se scappi ti sposo, War, Inc., I Love Shopping, Welcome to Me, Quel lungo viaggio di Natale
- Cinzia De Carolis in La famiglia Addams 2, Noi siamo infinito, Scherzi della natura, Una serie di sfortunati eventi, Homecoming, Let it snow: Innamorarsi sotto la neve
- Silvia Pepitoni in Toys - Giocattoli, Nine Months - Imprevisti d'amore, Un sorriso come il tuo, Looney Tunes: Back in Action
- Franca D'Amato in Natale con i Muppet, Quando meno te lo aspetti, La custode di mia sorella
- Antonella Rendina in Dentro la notizia - Broadcast News, School of Rock
- Rossella Izzo in Il testimone più pazzo del mondo, Vite da popstar
- Tiziana Avarista in Ice Princess - Un sogno sul ghiaccio, Friends with Money
- Silvia Tognoloni in Un gentleman a New York
- Manuela Gatti in Una donna in carriera
- Laura Lenghi in Non per soldi... ma per amore
- Ida Sansone in Eroe per caso
- Pinella Dragani in Un marito quasi perfetto
- Cristiana Lionello in L'ultimo contratto
- Valeria Perilli in Arlington Road - L'inganno
- Antonella Rinaldi in Alta fedeltà
- Rita Baldini in Martian Child - Un bambino da amare
- Paola Giannetti in Kit Kittredge: An American Girl
- Laura Romano in Shameless
- Anna Cugini in The End of the Tour - Un viaggio con David Foster Wallace
- Alessandra Korompay in Unicorn Store
- Cristina Dian in Instant Family
- Sabrina Duranti in Arlington Road - L'inganno (ridoppiaggio)

Da doppiatrice è sostituita da:
- Ilaria Stagni in Toy Story 2 - Woody e Buzz alla riscossa, Toy Story 3 - La grande fuga, Milo su Marte, Vacanze hawaiiane, Buzz a sorpresa,  Non c'è festa senza Rex, Toy Story of Terror!, Toy Story: Tutto un altro mondo, Toy Story 4
- Giuppy Izzo in Chicken Little - Amici per le penne (voce parlate)
- Linda Valori in Chicken Little - Amici per le penne (voce cantate)
- Carla Signoris in Klaus - I segreti del Natale